# Heterusia placula
Heterusia placula là một loài bướm đêm trong họ Geometridae.